# Cáceres
 Ikke at forveksle med Cáceres (provins).
Cáceres er hovedstad i provinsen af samme navn beliggende i Extremadura, en region i det vestlige Spanien. Byen har 92.187 indbyggere.
I 1986 blev den gamle bydel erklæret for en del af Verdenskulturarven af UNESCO; den udgør et af de mest komplette bymæssige områder fra Middelalderen og Renæssancen i verden. 